# グーフィー&メリーゴーランド
グーフィー＆メリーゴーランド(グーフィーアンドメリーゴーランド)は日本の劇団。

1991年1月、文学座研究所出身の久世恭弘と流石まりあが、座付き作家に沢村紀行を擁立し設立。
1991年11月に旗揚げ公演。以来、年2〜4回のペースで公演を打ち続けている。

## 作風
ストレートプレイのコメディーを上演。年齢層にとらわれない「上質なコメディー」を追求し、活動し続けている。近年においては、歴史上の人物を取り上げるコスチューム・プレイにも挑戦している。

## JUDY 〜The Great Unknown Squadron〜
2006年より『JUDY 〜The Great Unknown Squadron〜』を定期的に上演。
太平洋戦争末期、特攻が主流の風潮の中、断固特攻作戦を拒否し、
正攻法のみで攻撃し続けた芙蓉部隊を扱った作品である。
静岡新聞、南日本新聞では複数に渡り、同作品の公演記事を掲載。
NHK鹿児島放送局では特集番組が組まれる。

## 俳優
- 久世恭弘
- 木内友三
- 伊奈瀬成吾郎

## 公演記録
1992年
- 『CUANTO VALE TU AMOR』

1993年
- 『SANTA FE』
- 『BON VOYAGE』
- 『THE CUSTARD PIE』

1994年
- 『THE SOLITON』
- 『COOKIE CRUMBLES』

1995年
- 『SALTY SPICE』
- 『HOT POTATO』
- 『COOL FISH』
- 『FELIZ NAVIDAD』

1996年
- 『CASTIGADOR』
- 『ESTOY AQUI』

1997年
- 『人情やぎりの渡し』
- 『BON VOYAGE』(再演)
- 『SOIGNER』
- 『THE MOON LIGHTS BLUE』

1998年
- 『SALTY SPICE』(若手公演)
- 『SMASH !』
- 『HARD TO SAY …』

1999年
- 『CASTIGADOR』(若手公演)
- 『DEL MOMENTO PLAYA』
- 『DYNAMITE DANDY』

2000年
- 『HOT POTATO』(若手公演)
- 『THE ANONYMITY』

2001年
- 『COOL FISH』(プロデュース公演)
- 『CASTIGADOR 2』
- 『GUNG-HO』

2002年
- 『BON VOYAGE』(プロデュース公演)
- 『CASTIGADOR 3』
- 『THE GENERACE』

2003年
- 『SALTY SPICE』(プロデュース公演、提携公演)
- 『GASTIGADOR 4』
- 『NON DIMENTICAR』

2004年
- 『COOL FISH』(プロデュース公演)
- 『Gah roo ?!』
- 『Se eu pudesse』

2005年
- 『THE ANONYMITY』(プロデュース公演)
- 『CASTIGADOR 5』
- 『24 - 7』

2006年
- 『GUNG-HO』(演劇祭グランプリ受賞)
- 『JUDY　〜The Great Unknown Squadron〜』
- 『GYP』

2007年
- 『COOKIE CRUMBLES』(プロデュース公演)
- 『JUDY　〜The Great Unknown Squadron〜』(再演)
- 『GAG ORDER』

2008年